# 汪林朋
汪林朋（1968年—2025年7月27日）前北京居然智家投资控股集团有限公司（简称“居然智家”，前“居然之家”）董事长、总裁。

## 生平
出生于湖北省黄冈市罗田县，1990年毕业于北京工商大学会计系，中共党员，曾任职于中华人民共和国商业部，1999年，汪林朋接管居然之家。
2025年7月27日墜樓去世。